# Грегори, Ник
Ни́колас Джон «Ник» Гре́гори (греч. Νικόλαος Γρηγόρης, англ. Nicholas John «Nick» Gregory; род. 24 апреля 1960, Чикаго, Иллинойс, США) — американский деятель телевидения, главный метеоролог телеканала WNYW (FOX 5) в Нью-Йорке (с 1986 года). По мнению авторитетных изданий «New York Post» и «New York Daily News» является самым точным метеорологом в городе Нью-Йорк. Активный член греческой общины США.

## Биография
Родился 24 апреля 1960 года в Чикаго (Иллинойс, США) в семье греков, чьи родители в 1921 году иммигрировали в США из Малой Азии (Пергамона, Прусы и Смирны) накануне Малоазийской катастрофы. Когда Нику исполнилось восемь лет, семья переехала в Нью-Рошелл (Нью-Йорк), где он и вырос. Имеет старшего брата Андре, занимающего руководящую должность в сфере судоходства.
Посещал греческую школу, потому в определённой степени владеет греческим языком, на котором его семья общается дома.
В 1978 году окончил подготовительную школу Айона в Нью-Рошелле.
В 1982 году получил степень бакалавра наук в области метеорологии в Колледже Линдона (Линдонвилл, Вермонт).
Работал метеорологом на WTLV 12 (ABC) в Джэксонвилле (Флорида) и на CNN в Атланте (Джорджия).
В 1984—2008 годах работал метеорологом на радиостанциях WCNN Newsradio в Атланте (1984—1986), WQHT Hot 97 в Нью-Йорке (1988—1993) и WLTW 106.7 Lite FM (1995—2008).
С 26 декабря 1986 года работает на WNYW.
На протяжении многих лет является лицензированным пилотом и пилотом-инструктором.
За свою многолетнюю карьеру был удостоен ряда наград.

## Личная жизнь
В браке с супругой Афиной имеет дочерей Анастасию, Валю и Арианну. Семья проживает в Нью-Рошелле.
Является прихожанином Свято-Троицкой греческой православной церкви.
Поклонник греческой культуры, кухни и национальных танцев.